# ケルヴィン・ジャック
ケルヴィン・ジャック（Kelvin Kyron Jack、1976年4月29日 - ）は、トリニダード・トバゴの元サッカー選手。元トリニダード・トバゴ代表。ポジションはゴールキーパー。

## 来歴
1997年5月に親善試合でトリニダード・トバゴ代表デビュー。2005 CONCACAFゴールドカップではグループステージ全3試合に出場した。トリニダード・トバゴ史上初の出場となった2006 FIFAワールドカップのメンバーにも選ばれ、パラグアイ戦に出場した。トリニダード・トバゴ代表として通算32試合に出場した。

## 代表歴

### 出場大会
- トリニダード・トバゴ代表
  - 2006 FIFAワールドカップ

### 試合数
- 国際Aマッチ 32試合 0得点（1997年-2006年）[1]

| トリニダード・トバゴ代表 | 国際Aマッチ | 国際Aマッチ |
| 年                       | 出場        | 得点        |
| ------------------------ | ----------- | ----------- |
| 1997                     | 1           | 0           |
| 1998                     | 0           | 0           |
| 1999                     | 2           | 0           |
| 2000                     | 0           | 0           |
| 2001                     | 0           | 0           |
| 2002                     | 6           | 0           |
| 2003                     | 3           | 0           |
| 2004                     | 3           | 0           |
| 2005                     | 13          | 0           |
| 2006                     | 4           | 0           |
| 通算                     | 32          | 0           |